# Paul Colin
Paul Colin (ur. 1895 w Saint-Josse-ten-Noode, zm. 8 kwietnia 1943 w Brukseli) – belgijski dziennikarz, krytyk sztuki, publicysta i pisarz, założyciel i redaktor pism „Le Nouveau Journal” i „Cassandre”.

## Życiorys
W 1914 rozpoczął studia z historii i historii sztuki, ale musiał je przerwać z powodu wybuchu I wojny światowej. Po jej zakończeniu podjął pracę jako dziennikarz i krytyk sztuki. 
Po pewnym czasie został kierownikiem galerii sztuki Giroux w Brukseli. Napisał też kilka książek dotyczących belgijskiego i europejskiego malarstwa. W latach 30. zafascynował się ruchami skrajnie prawicowymi, a szczególnie faszyzmem i narodowym socjalizmem. Popierał ruch rexistów Leona Degrelle'a. 
We wrześniu 1939 r. wraz z kilkunastoma innymi dziennikarzami (w większości o sympatiach skrajnie prawicowych) podpisał pro-niemiecki manifest występujący za ogłoszeniem neutralności przez Belgię. Po zajęciu kraju przez wojska niemieckie w 1940, założył kolaboracyjne pismo „Le Nouveau Journal”, którego pierwszy numer wyszedł 1 października. Było ono sekretnie popierane przez króla Leopolda III. Następnie redagował też pismo „Cassandre”. 
8 kwietnia 1943 został zastrzelony w Brukseli przez członka belgijskiego ruchu oporu.